# 11623 Kagekatu
11623 Kagekatu (1996 TC10) là một tiểu hành tinh vành đai chính được phát hiện ngày 8 tháng 10 năm 1996 bởi T. Okuni ở Nanyo.